# توبوكويست
توبوكويست هي خدمة مجانية لرسم الخرائط على شبكة الإنترنت مبنية على برمجيات المصادر المفتوحة التي توفر الخرائط الطوبوغرافية القائمة على الإنترنت لمعظم الولايات المتحدة.
ويعتبر الموقع واحدًا من ثلاث خدمات للإنترنت المستخدم من قبل ويكيبيديا لتوفير الخرائط الطوبوغرافية. وظهرت هذه الخدمة على الساحة في مايو 2008 بعد طوبوزون من خلال ملاكها الجدد أصحاب موقع trails.com حيث جعلوها خدمة مدفوعة لا مجانية للمستخدمين للوصول إلى خرائطها. وتُعتبر روابط خرائط توبوكويست هي نفس روابط طوبوزون باستثناء الفرق في النطاق.
يتم تشغيل الموقع من قبل ريان نيمي في كلاماث فالز، أوريغون.
جرب نيمي أولاً برنامج رسم الخرائط في يوليو 2001 مثل جنو/لينكس وبي إتش بي وماي إس كيو إل كبديل لبرنامج مايكروسوفتالمُسمى مخزن مايكروسوفت لأبحاث الخرائط-الولايات المتحدة الأمريكية الطوبوغرافي لعرض الخرائط.
وسجل النطاق في موقع غو دادي لصن سيت دايناميكس في 10 أغسطس 2004.
ومع ذلك، فلم يطور نيمي الموقع بشدة وذلك بسبب نجاح طوبوزون.
بعد بدء طوبوزون لنموذج العمل التجاري للدفع مقابل الوصول في 8 أبريل 2008، قام نيمي بإجراء تحديثات للحصول على موقع يتناسب مع منهجية عنوان URL لموقع طوبوزون لمشاهدة الخرائط بعرض رسومي لخطوط المسح الرقمي وخرائط الماسح الجيولوجي الأمريكي بمقياس رسم 1:24 كيلو متر للخرائط المتاحة من مشروع الخرائط الحرة وأرشيف الإنترنت وتم تشغيله في مايو 2008.
تم تبني الرموز من مشروع ماب سيرفر في جامعة مينيسوتا. وتم تبسيط عملية العرض من خلال مكتبة استخراج البيانات الجيومكانية المدمجة.
بالإضافة إلى مطابقة مسارات المورد المنمط لطوبوزون، فإن الموقع يقدم إمكانية التنزيل المجاني لنطاق جيوتيف (GeoTIFF)، والذي كان يتوافر للمشتركين المميزين فقط في طوبوزون.
بدأت توبوكويست بإضافة الخرائط الكندية الطبوغرافية بمقياس 1:50 ك في يوليو 2008 وخرائط طبوغرافية للماسح الجيولوجي الأمريكي بمقياس 1:100 ك و 1:250 ك في مارس 2009.

## وصلات خارجية
- topoquest.com